# Liste von Stauanlagen der Ruhr
Die Liste von Stauanlagen der Ruhr verzeichnet die Stauwehre und Stauseen an der Ruhr einschließlich der Schleusen für die Ruhrschifffahrt und der Fischwege. Die Stauwehre dienen unter anderem der Wasserregulation und der Trinkwasserversorgung, in Teilen auch der Schifffahrt, ebenso schützen sie auch Brückenbauwerke vor der Unterspülung. Zugleich stellen sie aber für Wasserlebewesen eine Barriere dar. Sie werden mit Fischaufstiegsanlagen verbunden, unter anderem in Verbindung mit den Programmen zur Wiederansiedlung des Lachses.

## Biologische Durchgängigkeit
Stauanlagen stellen Barrieren dar, die ohne gesonderte Maßnahmen die ökologische Durchlässigkeit für Fische und Invertebraten beeinträchtigen. Allein an der unteren Ruhr, zwischen Duisburg und Westhofen, gibt es 16 Wehranlagen. Wegen der Unpassierbarkeit der Wehre am Kettwiger See und Baldeneysee dringen Lachse in die Ruhr mit Stand 2013 nur bis Mülheim vor, um dort zu laichen. Die Nebenflüsse der Ruhr sind ebenfalls durch Wehre aufgestaut, so zählt die Lenne 60 Wehre. Laut § 34 Absatz 3 Wasserhaushaltsgesetz haben die Betreiber die von ihnen betriebenen oder errichteten Stauanlagen die erforderlichen Maßnahmen zur Herstellung der Durchgängigkeit durchzuführen.
Noch Ende des 19. Jahrhunderts wurden in der Ruhr tonnenweise Lachse gefangen. Über 100 Jahre gab es den Lachs nicht mehr. Seit 2007 werden wieder Laichplätze von Lachsen bei Mülheim an der Ruhr nachgewiesen, wobei das Ruhrwehr Duisburg nach wie vor ein Hindernis darstellt. Mit Stand 2010 hieß es: „Bis zu dem Laichort Mülheim hinter Duisburg an der sogenannten alten Ruhr schaffen es Lachse nur, wenn sie die seltenen Gelegenheiten einer geöffneten Schleuse an der Rhein-Ruhr-Verbindung in Duisburg nutzen.“

## Liste
Zu den derzeit vorhandenen Wehren zählen unter anderem, ab der Mündung in den Rhein:

| Bezeichnung                       | Lage                            | km (∗) | Höhe (m) | Schleuse                  | Fischweg | Umtragemöglichkeit für Bootsfahrer                                                          | Bemerkung | Bild                                                                              |
| --------------------------------- | ------------------------------- | ------ | -------- | ------------------------- | --- | ------------------------------------------------------------------------------------------- | --- | --------------------------------------------------------------------------------- |
| Ruhrwehr Duisburg                 | 51° 26′ 39″ N, 6° 45′ 20″ O     | 2,5    | 5,23     | Ruhrschleuse Duisburg     | alter, faktisch unwirksamer Beckenpass; Neubau geplant (Stand 2004) | Umtrage am linken Ufer des Wehrarms, Unterwasser je nach Rheinpegel schwierig               | Rückpumpwerk Duisburg-Meiderich. Ein Wasserkraftwerk ist in Planung.                                                                  |                                                                                   |
| Wehr Raffelberg                   | 51° 26′ 35″ N, 6° 50′ 12″ O     | 7,8    | 6,85     | Ruhrschleuse Raffelberg   | Raugerinne-Beckenpass. Die Bauzeit betrug rund 10 Monate von November 2000 bis zur offiziellen Inbetriebnahme der Anlage am 22. August 2001. Im Auftrag der Wasser- und Schifffahrtsverwaltung wurde 2006 am Ruhrschiffahrtskanal ein Fischaufstieg gebaut, der den heutigen biologischen und ökologischen Erkenntnissen genügte. | Umtragen circa 200 m über Gelände der Schleuse Raffelberg mit Stegen zum Aus- und Einsetzen | Wasserkraftwerk Raffelberg |                                                                                   |
| Broicher Schlagd                  | 51° 25′ 31″ N, 6° 52′ 28″ O     |        |          | Ruhrschleuse Mülheim      | Fischschleuse am Kraftwerk | Keine Weiterfahrt flussabwärts möglich, wird über Ruhrschleuse Mülheim umgangen             | Wasserkraftwerk Kahlenberg und ehem. Rückpumpwerk Kahlenberg                                                                          |                                                                                   |
| Kahlenbergwehr                    | 51° 24′ 48″ N, 6° 52′ 34″ O     |        |          | Ruhrschleuse Mülheim      | |                                                                                             | |                                                                                   |
| Kettwig                           | 51° 21′ 39,9″ N, 6° 56′ 13,8″ O | 21,5   | 6,20     | Schleuse Kettwig          | | Links am Kraftwerk über die Straße. Sliprampen in Ober- und Unterwasser.                    | Staut den Kettwiger See. Kraftwerk Kettwig                                                                                            |                                                                                   |
| Baldeneysee                       | 51° 23′ 50″ N, 7° 0′ 4″ O       | 29,3   | 8,52     | Schleuse Baldeney         | Fischlift | Umtragetunnel im Wehrpfeiler rechts neben der Schleuse.                                     | Staut den Baldeneysee. Kraftwerk Baldeney                                                                                             |                                                                                   |
| Spillenburg                       | 51° 26′ 21,3″ N, 7° 3′ 59,6″ O  | 42,0   | 2,51     | Schleuse Spillenburg      | Fischpass | Bootsgasse und Umtragemöglichkeit im Schleusenkanal                                         | Wasserkraftwerk Spillenburger Mühle                                                                                                   |                                                                                   |
| Horst                             | 51° 25′ 45″ N, 7° 6′ 41″ O      | 47,4   | 3,90     | Schleuse Horst            | Fischtreppe | Bootsgasse und Umtragemöglichkeit im Schleusenkanal                                         | Wasserkraftwerk Horster Mühle |                                                                                   |
| Dahlhausen                        | 51° 25′ 23″ N, 7° 8′ 43″ O      | 49,9   | 0,96     | Schleuse Dahlhausen       | | Bootsgasse und kurze Umtragemöglichkeit rechts vom Wehr                                     | |                                                                                   |
| Hattingen                         | 51° 24′ 17″ N, 7° 10′ 17″ O     | 57,5   | 1,54     | Schleuse Hattingen        | Raugerinne-Beckenpass | Bootsgasse und Treidelgasse am rechten Ufer                                                 | An der Birschel-Mühle gelegen. |                                                                                   |
| Blankenstein                      | 51° 24′ 40″ N, 7° 13′ 39″ O     | 61,8   | 3,69     | Schleuse Blankenstein     | | Umtragestelle vom Obergraben über das Kraftwerksgelände in die Ruhr                         | Wasserwerk Stiepel |                                                                                   |
| Wehr Kemnader See                 | 51° 24′ 49″ N, 7° 15′ 10″ O     | 64,3   | 2,60     | keine Schleuse            | Beckenpass | Bootsgasse und Umtrage am linken Ufer                                                       | Staut den Kemnader See. Wasserkraftwerk seit 2011                                                                                     |                                                                                   |
| Herbede (Mühlengraben)            | 51° 25′ 27,3″ N, 7° 17′ 16″ O   |        |          | über Herbeder Schleuse    | Anlage am Herbeder Ruhrschlagd | Anlage am Herbeder Ruhrschlagd, Mühlengraben nicht befahrbar                                | Wasserkraftanlage Lohmann |                                                                                   |
| Herbeder Ruhrschlagd              | 51° 25′ 14″ N, 7° 17′ 58″ O     | 69,2   | 3,25     | Herbeder Schleuse, Witten | Fischtreppe | Bootsgasse und Umtrage im Schleusenarm links der Schleuse                                   | Hier wird der Herbeder Mühlengraben von der Ruhr abgestaut.                                                                           |                                                                                   |
| Witten Mühlengraben               |                                 |        |          | über Kraftwerk Hohenstein | über Fischtreppe am Kraftwerk Hohenstein |                                                                                             | |                                                                                   |
| Wehr Hohenstein                   | 51° 25′ 30,4″ N, 7° 20′ 57,9″ O |        | 4,20     | Schleuse Witten           | Fischtreppe | Schwieriges Umtragen über Ruderclubgelände oder bei Niedrigwasser über das Wehr.            | Wasserkraftwerk Hohenstein |                                                                                   |
| Wetter                            | 51° 22′ 44,6″ N, 7° 23′ 31,5″ O | 82,6   |          | Schleuse Wetter           | Fischaufstiegsanlage, errichtet 2004 auf der Südseite des Kraftwerks. Es handelt sich um einen naturnahen Umgehungsbach, der mit Hilfe von 57 Einzelbecken auf einer Länge von rund 380 m einen Höhenunterschied von 5,3 m überwindet.                                                                                            | Etwa 230 m lange Umtragestrecke für Wasserwanderer.                                         | Kraftwerk Harkort im Obergraben |                                                                                   |
| Harkortsee                        |                                 |        |          | Schleuse                  | über die Anlage am Kraftwerk Harkort |                                                                                             | Es folgen im Ruhrlauf noch zwei weitere Wehranlagen; im Obergraben, der ohne Wehr an den See anschließt, folgt das Kraftwerk Harkort. |                                                                                   |
| Stauwehr Stiftsmühle              |                                 |        |          | Schleuse                  | Schlitzpass und Raugerinne | Umtragemöglichkeit von der Kraftwerkseite über Insel zwischen Kraftwerk und Wehr.           | an der Mündung der Volme in die Ruhr, Kraftwerk Stiftsmühle                                                                           |                                                                                   |
| Wehr Hengsteysee                  |                                 |        |          | Schleuse                  | Schlitzpass | Umtragetunnel rechts der Schleuse am rechten Ufer.                                          | Staut den Hengsteysee; Laufwasserkraftwerk Hengstey                                                                                   |                                                                                   |
| Westhofen                         |                                 |        |          |                           | Fischtreppe | Umtrage am rechten Ufer über Kraftwerksgelände in den Untergraben.                          | | Wehr Westhofen von der Umtragestrecke aus gesehen                                 |
| Villigst                          |                                 |        |          |                           | | Umtrage am linken Ufer                                                                      | Kraftwerk Villigst | Wehr Villigst mit Bootssteg                                                       |
| Stausee Hengsen                   |                                 |        |          |                           | |                                                                                             | Kraftwerk Hengsen |                                                                                   |
| Zulaufregulierung Stausee Hengsen |                                 |        |          |                           | | Umtrage am linken Ufer                                                                      | |                                                                                   |
| Langschede                        |                                 |        |          |                           | Fischtreppe | Umtrage am linken Ufer                                                                      | Laufwasserkraftwerk Langschede |                                                                                   |
| Halingen                          |                                 |        |          |                           | | Beschilderte Umtrage am linken Ufer, über das Gelände der Wassergewinnungsanlage.           | | Ruhr, Blick auf das Wehr der Wassergewinnungsanlage Halingen, Südufer. Umtragung. |
| Kraftwerk Fröndenberg             |                                 |        |          |                           | |                                                                                             | |                                                                                   |
| Fröndenberg Obergraben            |                                 |        |          |                           | |                                                                                             | Möllerkraftwerk Schwitten |                                                                                   |
| Schwitten                         |                                 |        |          |                           | |                                                                                             | Einlaufwehr für Kraftwerksgraben Fröndenberg                                                                                          |                                                                                   |
| Wickede                           |                                 |        |          |                           | Fischtreppe |                                                                                             | Kraftwerk Wickede |                                                                                   |
| Wickede Einlauf                   |                                 |        |          |                           | |                                                                                             | |                                                                                   |
| Kraftwerk Echthausen              |                                 |        |          |                           | |                                                                                             | Kraftwerk |                                                                                   |
| Echthausen Zulauf                 |                                 |        |          |                           | |                                                                                             | Zulaufregulierung für Kraftwerk | externe Bilder                                                                    |
| Echthausen II                     |                                 |        |          |                           | |                                                                                             | |                                                                                   |
| Arnsberg                          |                                 |        |          | keine Schleuse            | Fischtreppe vorhanden. |                                                                                             | |                                                                                   |
| Meschede                          |                                 |        |          |                           | Fischtreppe. |                                                                                             | Schloss Laer |                                                                                   |
| Stausee Olsberg                   |                                 |        |          |                           | |                                                                                             | Kraftwerk Steinhelle II |                                                                                   |
| Wiemeringhausen                   |                                 |        |          |                           | |                                                                                             | Kraftwerk Steinhelle I |                                                                                   |

Anmerkung: